# 蒙维莱尔
蒙维莱尔（法語：Munwiller，发音：[munvilɛʁ]；德语：Munweiler）是法国上莱茵省的一个市镇，属于坦恩-盖布维莱尔区（Thann-Guebwiller）和恩西赛姆县（Ensisheim）。该市镇总面积6.74平方公里，2009年时的人口为468人。

## 人口
蒙维莱尔人口变化图示